# Sasnières
Sasnières település Franciaországban, Loir-et-Cher megyében. Lakosainak száma 90 fő (2022. január 1.). Sasnières Houssay, Lavardin, Prunay-Cassereau és Villavard községekkel határos.

## Népesség
A település népessége az elmúlt években az alábbi módon változott:
| Lakosok száma | 134  | 104  | 71   | 98   | 106  | 107  | 112  | 97   | 90   | 90   |
|               | 1968 | 1982 | 1990 | 2006 | 2013 | 2015 | 2017 | 2019 | 2020 | 2022 |